# Hyperia (Thorpe Park)
Hyperia im Thorpe Park (Chertsey, Surrey, Vereinigtes Königreich) ist eine Stahlachterbahn vom Modell Hypercoaster des Herstellers Mack Rides, die am 24. Mai 2024 eröffnet wurde. Die erste Testfahrt wurde erfolgreich am 16. April 2024 absolviert.
Mit einer Höhe von 71,9 m zählt sie zur Kategorie der Hyper Coaster und ist seit ihrer Eröffnung die höchste Achterbahn in Großbritannien. Sie verdrängt damit die 64,9 m hohe The Big One im Pleasure Beach Resort von Platz 1, die den Rekord seit ihrer Eröffnung im Jahre 1994 innehatte. Außerdem teilt sie sich bei einer Höchstgeschwindigkeit von 128,7 km/h zusammen mit Stealth (ebenfalls im Thorpe Park) den ersten Platz der Rekordliste der schnellsten Achterbahnen Großbritanniens.
Auf der 995,4 m langen Strecke wurden ein nach außen geneigter Airtime-Hügel und zwei Inversionen (ein Barrel Roll Downdrop und ein Stalled Dive-Loop) verbaut.

## Züge
Hyperia besitzt zwei Züge mit jeweils fünf Wagen. In jedem Wagen können vier Personen (zwei Reihen à zwei Personen) Platz nehmen.